# Joel Hayden
 Joel Hayden (* 8. April 1798; † 10. November 1873 in Haydenville, Massachusetts) war ein US-amerikanischer Politiker. Zwischen 1863 und 1866 war er Vizegouverneur des Bundesstaates Massachusetts.
Die Quellenlage über Joel Hayden ist sehr schlecht. Sicher ist nur, dass er zumindest zeitweise in Williamsburg lebte und Mitglied der Republikanischen Partei war. Im Jahr 1862 wurde er an der Seite von John Albion Andrew zum Vizegouverneur seines Staates gewählt. Dieses Amt bekleidete er zwischen 1863 und 1866. Dabei war er Stellvertreter des Gouverneurs. Er muss relativ vermögend gewesen sein, da er im Jahr 1859 dem Amherst College eine Bronzeskulptur mit dem Namen Sabrina spendete. Hayden starb am 10. November 1873 in der nach ihm benannten Stadt Haydenville im Hampshire County.